# Alfonso XIII di Spagna
Alfonso XIII di Spagna (in spagnolo: Alfonso XIII de Borbón; Madrid, 17 maggio 1886 – Roma, 28 febbraio 1941) figlio di Alfonso XII, divenne re di Spagna alla sua nascita, anche se assunse il potere solamente nel 1902 (sua madre Maria Cristina d'Asburgo-Teschen tenne la reggenza dal 1885 al 1902). Fu deposto il 14 aprile 1931. Per una parte dei monarchici francesi, egli è stato anche pretendente legittimista al trono di Francia e di Navarra con il nome di Alfonso I.

## Biografia

### Infanzia

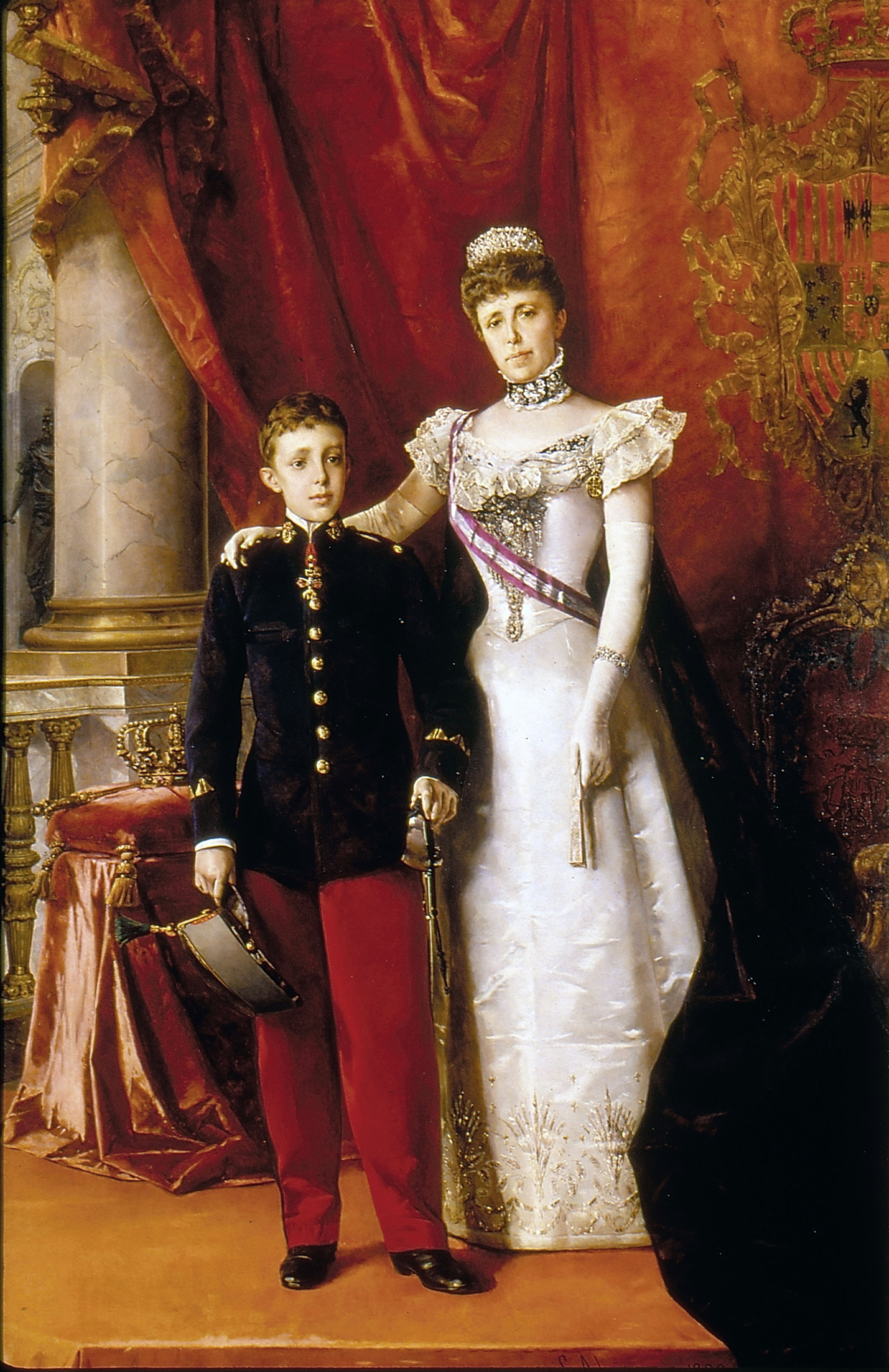
Maria Cristina d'Austria, regina e reggente di Spagna, con suo figlio re Alfonso XIII (1898)

Alfonso XIII nacque al Palazzo Reale di Madrid il 17 maggio 1886. Era il figlio postumo di Alfonso XII di Spagna (morto nel novembre 1885), e fu proclamato re di Spagna alla sua nascita; subito dopo fu portato nudo dal primo ministro spagnolo Práxedes Mateo Sagasta su un vassoio d'argento.
Cinque giorni dopo figurò in una solenne processione di corte con un vello d'oro al collo e fu battezzato con acqua portata appositamente dal fiume Giordano in Palestina. Il quotidiano francese Le Figaro descrisse nel 1889 il giovane re come "il più felice e il più amato di tutti i governanti della terra".
Sua madre, Maria Cristina d'Asburgo-Teschen, servì come sua reggente fino al suo sedicesimo compleanno. Durante la reggenza, nel 1898, la Spagna perse il dominio coloniale su Cuba, Porto Rico, Guam e Filippine a favore degli Stati Uniti a causa della guerra ispano-americana.
Alfonso si ammalò gravemente durante la pandemia del 1889-1890. La sua salute peggiorò intorno al 10 gennaio 1890 ed i medici riferirono le sue condizioni quando l'influenza attaccò il suo sistema nervoso lasciando il giovane re in uno stato di indolenza.
Quando nel 1902 divenne maggiorenne, per una settimana in Spagna ci furono festeggiamenti, corride, balli e ricevimenti. Prestò giuramento alla costituzione davanti ai membri delle Cortes il 17 maggio. Alfonso ricevette, in larga misura, un'educazione militare che lo intrise di «un nazionalismo spagnolo rafforzato dalla sua vocazione militare». Oltre ai tutori militari, Alfonso ricevette insegnamenti politici da un liberale, Vicente Santa María de Paredes, e precetti morali da un integrista, José Fernández de la Montaña.

### Matrimonio
Il 31 maggio 1906 Alfonso sposò la principessa Vittoria Eugenia di Battenberg (1887-1969), nipote di Edoardo VII del Regno Unito. Altezza Serenissima per nascita, fu creata Altezza Reale un mese prima delle nozze, affinché queste fossero tra eguali.
Mentre i due sposi ritornavano dalla cerimonia nuziale, sfuggirono a un attentato da parte di un anarchico, Mateu Morral: la bomba che lanciò uccise o ferì molti componenti del corteo regale e cittadini che lo stavano guardando.

### Regno

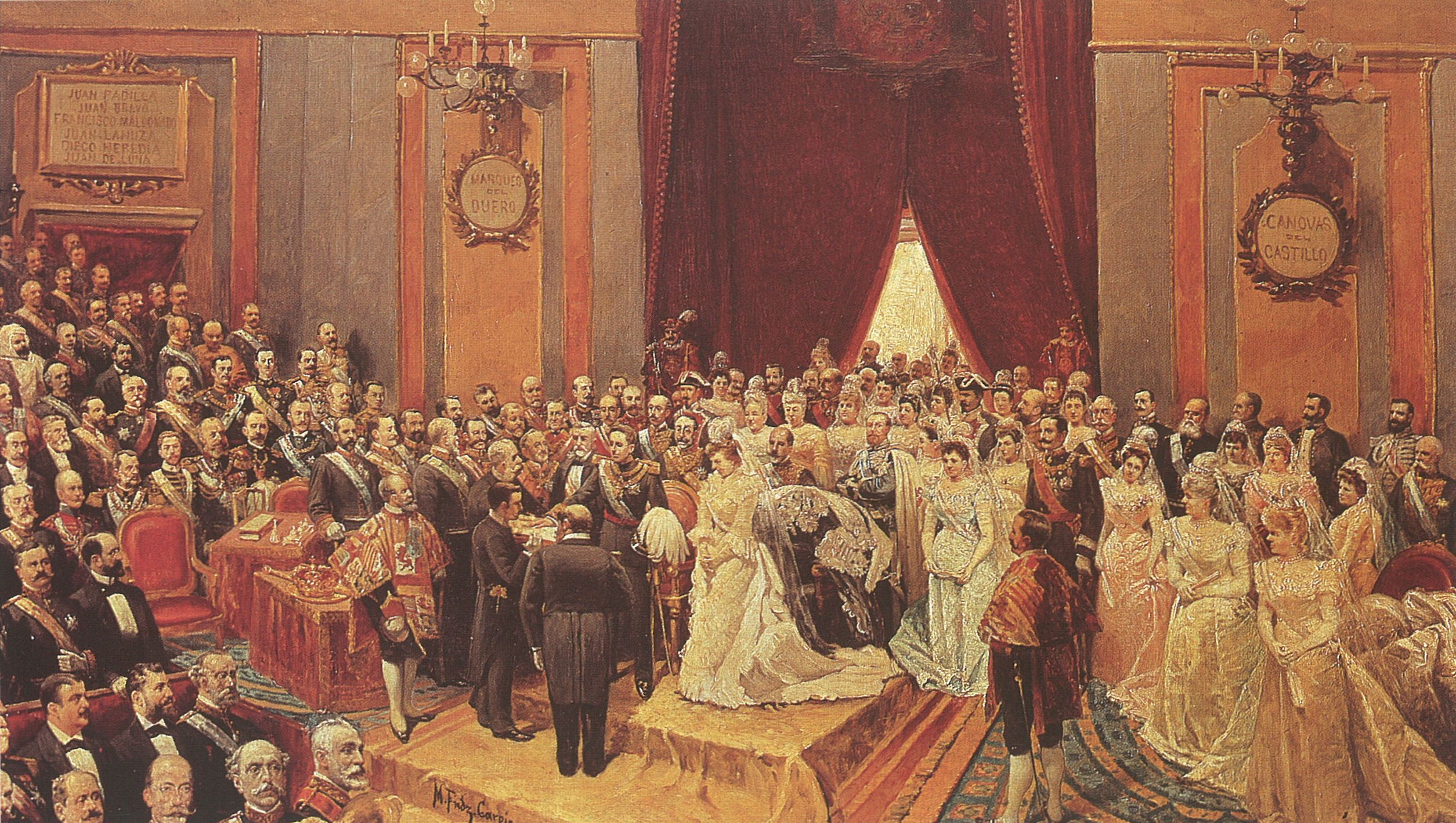
Solenne giuramento di re Alfonso XIII

Nei primi anni del Novecento tutta l'Europa visse un enorme progresso economico, sociale e culturale e anche la Spagna si incamminò verso l'industrializzazione, soprattutto nelle regioni della Catalogna e dei Paesi Baschi (rispettivamente nei settori tessile e metallurgico), si promosse la cultura (Generazione del '27), mentre il regime liberale si consolidò. Dopo la disastrosa guerra contro gli Stati Uniti, la Spagna aveva perduto le ultime colonie americane (Cuba e Porto Rico) e le Filippine, generando non pochi contrasti nell'esercito, a causa dei quali il governo si impegnò con la Francia nella corsa colonialista verso il Marocco, ottenendo la zona costiera del Mediterraneo (1903).
Il periodo tra il 1910 e il 1914 fu dominato dal Partito Liberale Riformista, il quale, salito al potere, attuò una riforma elettorale che introduceva il proporzionale, varò leggi laiche e ridusse i dazi doganali; dall'altro lato, però, le continue incertezze interne favorirono i partiti di sinistra e aumentarono i contrasti tra i ceti operaio e borghese che avrebbero poi provocato la caduta del regime. Durante la prima guerra mondiale, a causa dei vincoli di parentela del re con tutti i sovrani europei e delle divisioni nell'opinione pubblica, la Spagna rimase neutrale. Il re mise in atto nel palazzo reale di Madrid un ufficio per i prigionieri che coordinava la rete diplomatica e militare spagnola all'estero per intervenire in favore delle migliaia di prigionieri di guerra, ricevendo e rispondendo a migliaia di lettere da tutta Europa.
Fu un acceso promotore del turismo in Spagna. Ai problemi di alloggio per gli ospiti al suo matrimonio supplì dando il via alla costruzione del lussuoso Hotel Palace a Madrid e sostenne la creazione di una rete di alloggi gestiti dallo stato (Parador) presso le costruzioni storiche della Spagna. La sua passione per lo sport del calcio lo condusse a patrocinare parecchie squadre che presero il titolo di "Real", come la Real Sociedad, il Real Madrid, il Real Betis e la Real Unión. La Spagna però conobbe numerose rivolte sociali nelle sue grandi città durante i primi due decenni del XX secolo. Una delle più importanti avvenne nel 1909 a Barcellona ed è conosciuta come la Settimana Tragica. Uno dei fattori che suscitarono queste rivolte fu l'insoddisfazione della popolazione per la guerra in Marocco che aveva portato alla costituzione nel 1921 della Repubblica del Rif.

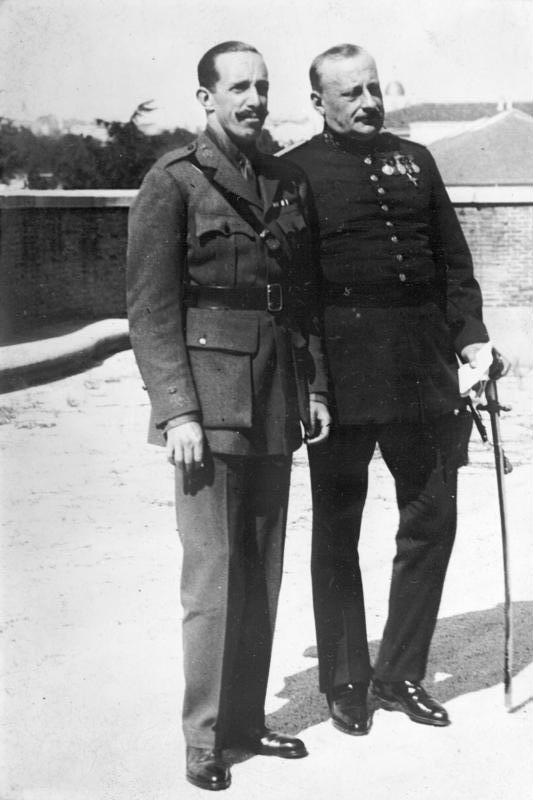
Re Alfonso XIII con il generale Miguel Primo de Rivera

All'epoca la Spagna soffriva problemi di grande importanza, che finirono con il far cadere la monarchia liberale: la mancanza di una reale rappresentatività politica dei grandi gruppi sociali, la pessima situazione delle classi popolari, in particolare dei contadini, e il nazionalismo catalano guidato dalla potente borghesia di Barcellona.
Questa turbolenza politica e sociale impedì che i partiti che si alternavano al governo riuscissero ad attuare una vera democrazia liberale. In questo contesto il generale Miguel Primo de Rivera, prendendo ispirazione dalla Marcia su Roma dell'anno precedente, salì al potere con un colpo di Stato nel settembre 1923, con l'appoggio di tutto l'esercito, dei latifondisti, dei sindacati e degli imprenditori catalani. Sperò di risollevare le sorti economiche e sociali della Spagna e fu accettato e riconosciuto dallo stesso Re Alfonso XIII, che lo nominò Primo ministro. De Rivera condusse la vittoriosa Guerra del Rif, in Marocco.
Il tentativo di migliorare la situazione economica e sociale con la dittatura però fallì, anche per l'instaurarsi della grande depressione del 1929. Perse l'appoggio dello stesso esercito (cospirazione militare di Valenza) e abbandonato da Alfonso XIII, De Rivera dovette ritirarsi dal potere il 29 gennaio 1930. 

#### La nascita della Repubblica
Al suo posto andò come presidente del consiglio il generale Dámaso Berenguer, che aveva il compito di traghettare lo stato dalla dittatura militare allo stato liberale e monarchico precedente. Questi si limitò a togliere alcune delle leggi impopolari della precedente dittatura, ma la situazione economico-sociale non migliorò, crescendo sempre più il malcontento verso la monarchia anche all'interno dell'esercito.
Il 14 febbraio 1931 anche Dámaso Berenguer si dimise, lasciando il posto all'ammiraglio Juan Bautista Aznar-Cabañas. In questi mesi vi fu uno scontro tra i monarchici assolutisti e i monarchici costituzionalisti; questi ultimi tentarono un accordo con alcune frange dei repubblicani, ma senza successo. I repubblicani vinsero le elezioni municipali in aprile e i monarchici costituzionalisti invitarono il re Alfonso XIII ad abbandonare la Spagna almeno temporaneamente. Il 14 aprile 1931, due giorni dopo le elezioni municipali, Alfonso XIII lasciò la Spagna senza abdicare, trasferendosi a Roma, mentre veniva proclamata la Seconda Repubblica Spagnola.

### Guerra civile
(Alfonso XIII di Spagna)
Scoppiata nel luglio 1936 la Guerra civile spagnola, Alfonso si mostrò inizialmente a favore della giunta militare contro il governo del Fronte popolare, ma il generale Francisco Franco nel settembre 1936 dichiarò che i nazionalisti non avrebbero mai accettato Alfonso come re: i sostenitori del suo rivale, il pretendente carlista, erano una parte importante dell'esercito di Franco. In ogni caso, Alfonso mandò suo figlio Giovanni di Borbone-Spagna, conte di Barcellona, in patria per partecipare alla guerra, ma alla frontiera con la Francia il generale Emilio Mola lo arrestò e lo espulse dal paese.
Alla fine della guerra, nel marzo 1939, Franco mantenne la carica di Capo dello Stato militare. Solo il 27 luglio 1947, in seguito a un plebiscito, Franco proclamò la restaurazione della monarchia in Spagna, con trono vacante.

### Abdicazione e morte
Il 15 gennaio 1941 Alfonso XIII abdicò al trono spagnolo in favore del suo quinto figlio, l'unico che non avesse contratto matrimonio morganatico e che quindi aveva prole legittima ad ascendere al trono, Giovanni di Borbone, conte di Barcellona, padre del futuro re Juan Carlos di Spagna.

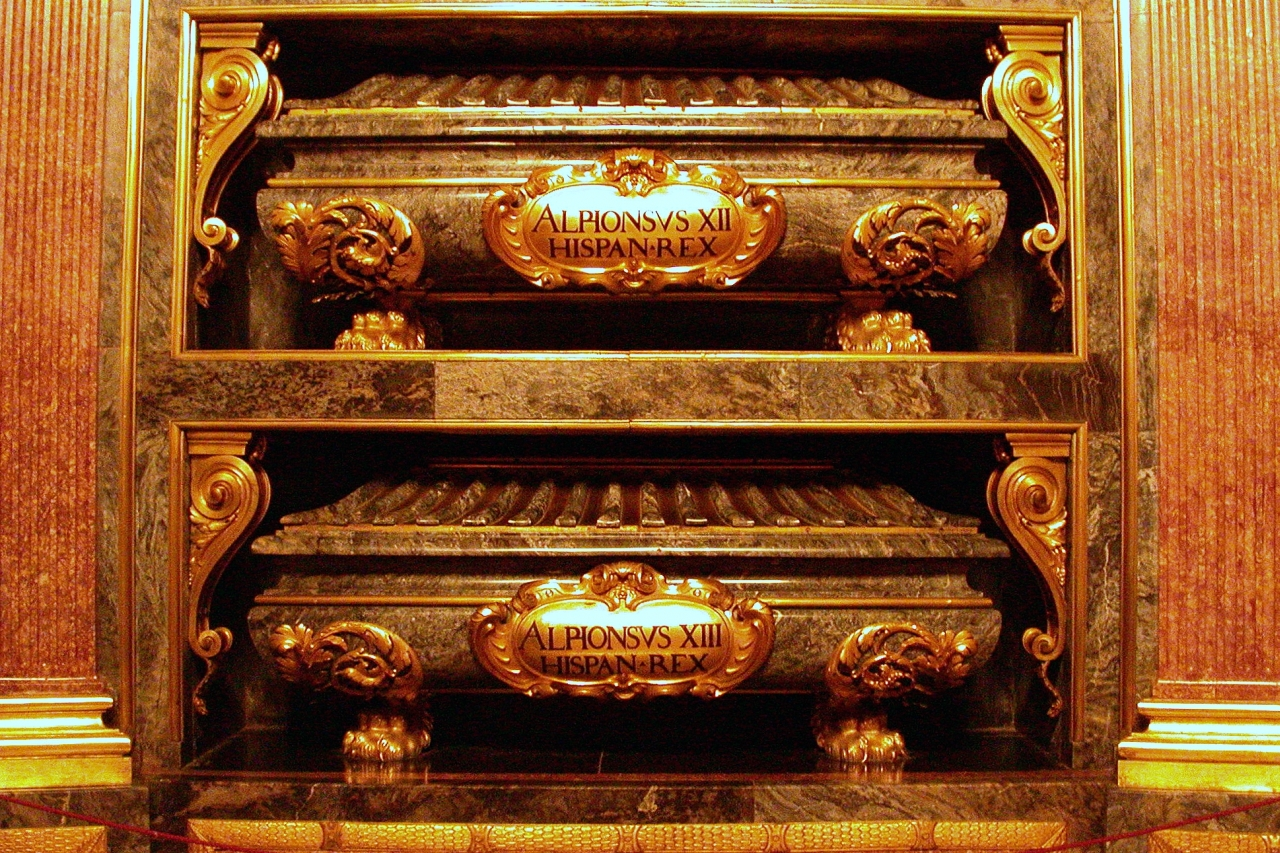
La tomba del re Alfonso XIII all'Escorial

Alfonso morì a Roma per angina pectoris appena un mese dopo la sua abdicazione, il 28 febbraio 1941, all’età di 54 anni.
Il governo franchista ordinò tre giorni di lutto nazionale. Il suo funerale si tenne a Roma nella basilica di Santa Maria degli Angeli e dei Martiri e fu sepolto nella chiesa di Santa Maria di Monserrato degli Spagnoli, chiesa nazionale spagnola a Roma, immediatamente sotto le tombe di papa Callisto III e di papa Alessandro VI. Nel gennaio 1980 i suoi resti furono trasferiti all'Escorial in Spagna.

## Discendenza

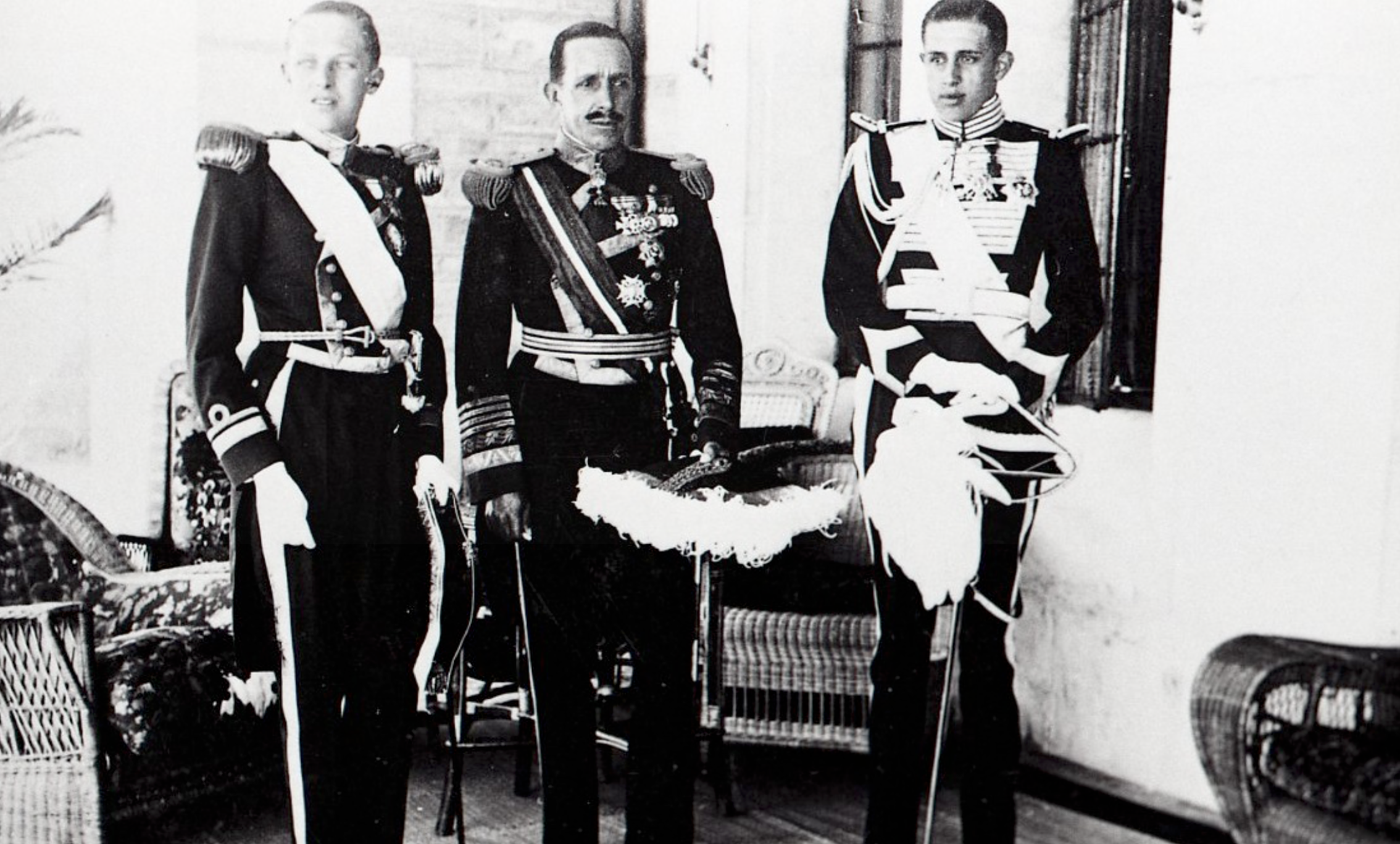
Alfonso XIII insieme ai figli Alfonso e Jaime

Alfonso XIII e Vittoria Eugenia di Battenberg ebbero sette figli:
- Alfonso di Borbone-Spagna (1907-1938), nacque emofiliaco e rinunciò ai suoi diritti al trono nel 1933 per sposarsi con una donna non nobile.
- Giacomo Enrico di Borbone-Spagna (1908-1975), sordomuto dopo un'operazione nell'età infantile, rinunciò ai suoi diritti dinastici nel 1933 e fu creato duca di Segovia; divenne il pretendente legittimista al trono di Francia dal 1941 al 1975 portando il titolo di duca d'Angiò.
- Beatrice di Borbone-Spagna (1909-2002), sposò nel 1935 Alessandro Torlonia, V principe di Civitella-Cesi ed ebbero figli.
- Ferdinando (nato morto nel 1910).
- Maria Cristina di Borbone-Spagna (1911-1996), sposò nel 1940 il conte Enrico Marone Cinzano ed ebbero figli.
- Giovanni di Borbone-Spagna (1913-1993), pretendente al trono dal 1941 al 1977; sposò nel 1935 Maria Mercedes di Borbone-Due Sicilie ed ebbero figli, tra cui il re di Spagna Juan Carlos.
- Gonzalo di Borbone-Spagna (1914-1934), nato emofiliaco, morì a causa di un'emorragia dovuta alle lesioni subite in un incidente stradale.

### Illegittima
Alfonso ebbe anche numerosi figli illegittimi. Fra quelli noti si ricordano: 
- Roger Marie Vincent Philippe Lévêque de Vilmorin (12 settembre 1905 – 20 luglio 1980) - dall'aristocratica Mélanie de Gaufridy de Dortan, moglie di Philippe de Vilmorin, che riconobbe il bambino come suo;
- Juana Alfonsa Milán y Quiñones de León (19 aprile 1916 - 16 maggio 2005) - da Béatrice Noon, governante del principe Alfonso. Di origini irlandesi, era stata inviata in Spagna dalla suocera di Alfonso XIII;
- Anna María Teresa Ruiz y Moragas (9 ottobre 1925 - 6 settembre 1965) - dall'attrice Carmen Ruiz Moragas. Mai riconosciuta, ma il 21 maggio 2003 venne autorizzata postuma dalla legge spagnola a usare il nome Borbone;
- Carmen Gravina (1926 - 2006) - da Carmen de Navascués, che lavorava a palazzo. Fu abbandonata in un convento di Madrid e in seguito data in adozione;
- Leandro Alfonso Luis Ruiz y Moragas  (26 aprile 1929 - 18 giugno 2016) - dall'attrice Carmen Ruiz Moragas. Mai riconosciuto, ma il 21 maggio 2003 venne autorizzato dalla legge spagnola a usare il nome Borbone.

### Onorificenze straniere

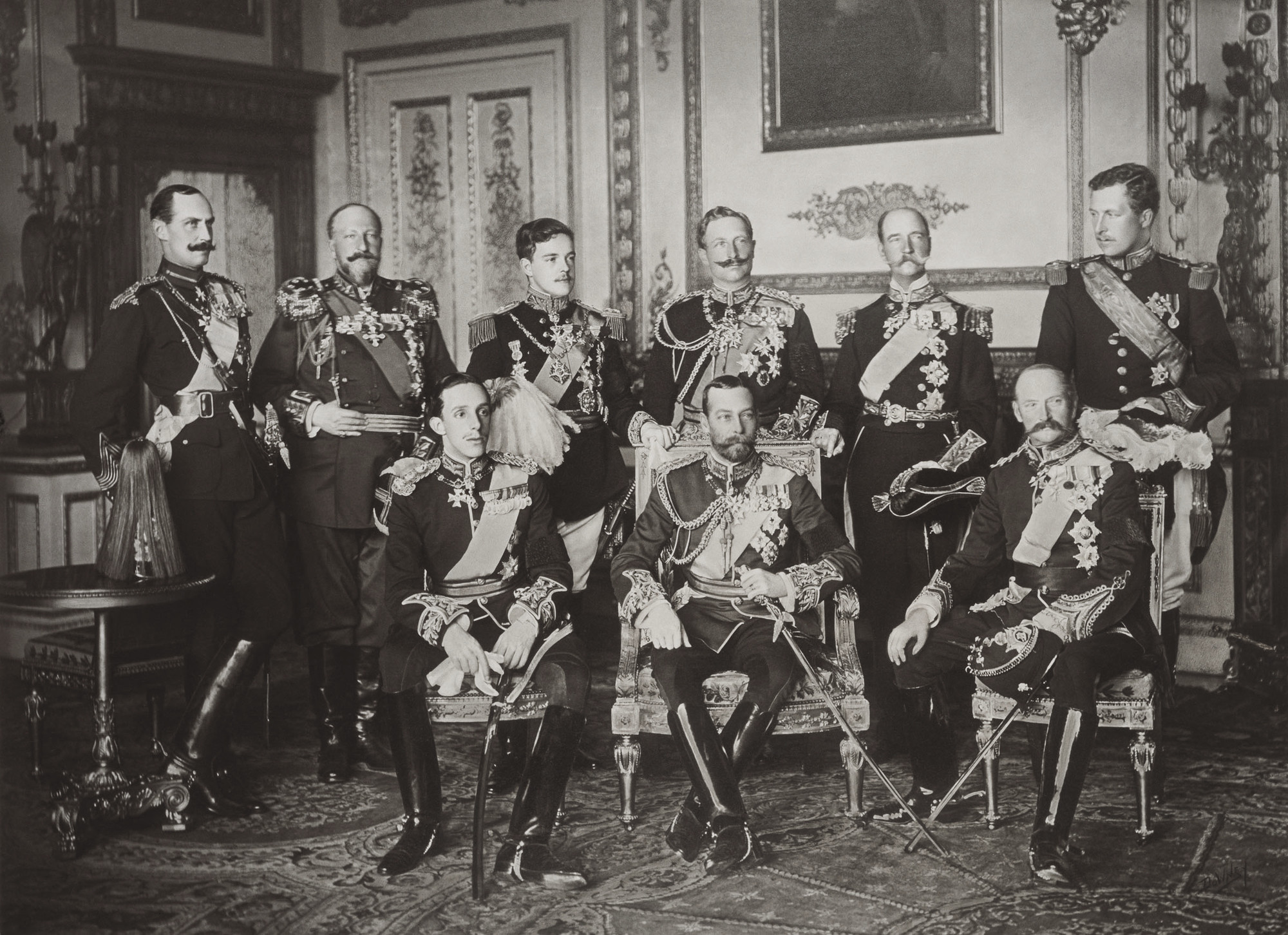
I nove sovrani a Windsor al funerale di Re Edoardo VII, fotografati il 20 maggio 1910. In piedi, da sinistra a destra: Re Haakon VII di Norvegia, Zar Ferdinando di Bulgaria, Re Manuele II del Portogallo e dell'Algarve, Kaiser Guglielmo II di Germania e Prussia, Re Giorgio I di Grecia e Re Alberto I del Belgio. Seduti, da sinistra a destra: Re Alfonso XIII di Spagna, Re Giorgio V del Regno Unito e Re Federico VIII di Danimarca.

## Ascendenza
|                                  |                         |                                       | Genitori                      |  |  | Nonni |  |  | Bisnonni                             |  |  | Trisnonni          |  |
|                                  |                         |                                       |                               |  |  |       |  |  | Francesco di Paola di Borbone-Spagna |  |  | Carlo IV di Spagna |  |
|                                  |                         |                                       |                               |  |  |       |  |  | Francesco di Paola di Borbone-Spagna |  |  | Carlo IV di Spagna |  |
|                                  |                         | Luisa di Borbone-Parma                |                               |  |  |       |  |  | Francesco di Paola di Borbone-Spagna |  |  |                    |  |
| Francesco di Borbone-Spagna      |                         |                                       |                               |  |  |       |  |  | Francesco di Paola di Borbone-Spagna |  |  |                    |  |
|                                  |                         | Carlotta di Borbone-Due Sicilie       | Francesco I delle Due Sicilie |  |  |       |  |  |                                      |  |  |                    |  |
|                                  |                         | Carlotta di Borbone-Due Sicilie       | Francesco I delle Due Sicilie |  |  |       |  |  |                                      |  |  |                    |  |
|                                  |                         | Carlotta di Borbone-Due Sicilie       | Isabella di Borbone-Spagna    |  |  |       |  |  |                                      |  |  |                    |  |
| Alfonso XII di Spagna            |                         | Carlotta di Borbone-Due Sicilie       |                               |  |  |       |  |  |                                      |  |  |                    |  |
|                                  |                         | Ferdinando VII di Spagna              | Carlo IV di Spagna            |  |  |       |  |  |                                      |  |  |                    |  |
|                                  |                         | Ferdinando VII di Spagna              | Carlo IV di Spagna            |  |  |       |  |  |                                      |  |  |                    |  |
|                                  |                         | Ferdinando VII di Spagna              | Maria Luisa di Borbone-Parma  |  |  |       |  |  |                                      |  |  |                    |  |
| Isabella II di Spagna            |                         | Ferdinando VII di Spagna              |                               |  |  |       |  |  |                                      |  |  |                    |  |
|                                  |                         | Maria Cristina di Borbone-Due Sicilie | Francesco I delle Due Sicilie |  |  |       |  |  |                                      |  |  |                    |  |
|                                  |                         | Maria Cristina di Borbone-Due Sicilie | Francesco I delle Due Sicilie |  |  |       |  |  |                                      |  |  |                    |  |
|                                  |                         | Maria Cristina di Borbone-Due Sicilie | Isabella di Borbone-Spagna    |  |  |       |  |  |                                      |  |  |                    |  |
| Alfonso XIII di Spagna           |                         | Maria Cristina di Borbone-Due Sicilie |                               |  |  |       |  |  |                                      |  |  |                    |  |
|                                  | Carlo d'Austria-Teschen | Leopoldo II d'Asburgo-Lorena          |                               |  |  |       |  |  |                                      |  |  |                    |  |
|                                  | Carlo d'Austria-Teschen | Leopoldo II d'Asburgo-Lorena          |                               |  |  |       |  |  |                                      |  |  |                    |  |
|                                  | Carlo d'Austria-Teschen | Ludovica di Borbone-Spagna            |                               |  |  |       |  |  |                                      |  |  |                    |  |
| Carlo d'Austria-Teschen          | Carlo d'Austria-Teschen |                                       |                               |  |  |       |  |  |                                      |  |  |                    |  |
|                                  |                         | Enrichetta di Nassau-Weilburg         | Federico di Nassau-Weilburg   |  |  |       |  |  |                                      |  |  |                    |  |
|                                  |                         | Enrichetta di Nassau-Weilburg         | Federico di Nassau-Weilburg   |  |  |       |  |  |                                      |  |  |                    |  |
|                                  |                         | Enrichetta di Nassau-Weilburg         | Luisa Isabella di Kirchberg   |  |  |       |  |  |                                      |  |  |                    |  |
| Maria Cristina d'Asburgo-Teschen |                         | Enrichetta di Nassau-Weilburg         |                               |  |  |       |  |  |                                      |  |  |                    |  |
|                                  |                         | Giuseppe d'Asburgo-Lorena             | Leopoldo II d'Asburgo-Lorena  |  |  |       |  |  |                                      |  |  |                    |  |
|                                  |                         | Giuseppe d'Asburgo-Lorena             | Leopoldo II d'Asburgo-Lorena  |  |  |       |  |  |                                      |  |  |                    |  |
|                                  |                         | Giuseppe d'Asburgo-Lorena             | Ludovica di Borbone-Spagna    |  |  |       |  |  |                                      |  |  |                    |  |
| Elisabetta d'Asburgo-Lorena      |                         | Giuseppe d'Asburgo-Lorena             |                               |  |  |       |  |  |                                      |  |  |                    |  |
|                                  |                         | Maria Dorotea di Württemberg          | Ludovico di Württemberg       |  |  |       |  |  |                                      |  |  |                    |  |
|                                  |                         | Maria Dorotea di Württemberg          | Ludovico di Württemberg       |  |  |       |  |  |                                      |  |  |                    |  |
|                                  |                         | Maria Dorotea di Württemberg          | Enrichetta di Nassau-Weilburg |  |  |       |  |  |                                      |  |  |                    |  |
|                                  |                         | Maria Dorotea di Württemberg          |                               |  |  |       |  |  |                                      |  |  |                    |  |

## Onorificenze

### Titoli e gradi militari stranieri
- Maresciallo di Campo dell'Esercito Britannico, 3 giugno 1928 (Regno Unito)